# Huracán Fay
El huracán Fay fue el primer huracán en tocar tierra en las Bermudas desde el huracán Emily en 1987. La sexta tormenta nombrada y quinto huracán de la temporada de huracanes del Atlántico de 2014, Fay evolucionó a partir de una amplia perturbación climática a varios cientos de millas al noreste de las Antillas Menores el 10 de octubre. Inicialmente un ciclón subtropical con un campo de viento expansivo y un campo de nubes asimétrico, la tormenta gradualmente adquirió características tropicales a medida que giraba hacia el norte, pasando a ser una tormenta tropical a principios del 11 de octubre. A pesar de estar afectada por la cizalladura disruptiva del viento durante la mayor parte de su duración, la tormenta tropical Fay constantemente intensificado. Girando hacia el este, Fay alcanzó brevemente el estado de huracán categoría 1 en la escala de huracanes de Saffir-Simpson mientras tocaba tierra en las Bermudas a principios del 12 de octubre. La cizalladura del viento finalmente hizo mella en Fay, lo que provocó que el huracán se debilite a tormenta tropical más tarde ese día y se degenere en un canal abierto temprano el 13 de octubre.
Se emitieron algunas advertencias y relojes de ciclones tropicales en anticipación del impacto de Fay en las Bermudas. A pesar de su modesta fuerza, Fay produjo grandes daños en las Bermudas. Los vientos de más de 100 mph (155 km/h) obstruyeron las carreteras con árboles caídos y postes de servicios públicos, y dejaron a la mayoría de los clientes de electricidad de la isla sin electricidad. El edificio de la terminal en el Aeropuerto Internacional L.F. Wade se inundó después de que la tormenta comprometió su sistema de techo y rociadores. A lo largo de la costa, la tormenta desató y destruyó numerosos barcos. Inmediatamente después del huracán, 200 soldados del Regimiento de Bermudas fueron llamados para limpiar escombros y ayudar en la reparación de daños iniciales. Los esfuerzos de limpieza se superpusieron con los preparativos para la aproximación del fuerte huracán Gonzalo, que azotó la isla menos de seis días después y agravó el daño. Fay y Gonzalo marcaron la primera instancia registrada de dos impactos de huracanes en las Bermudas en una temporada.

## Historia meteorológica

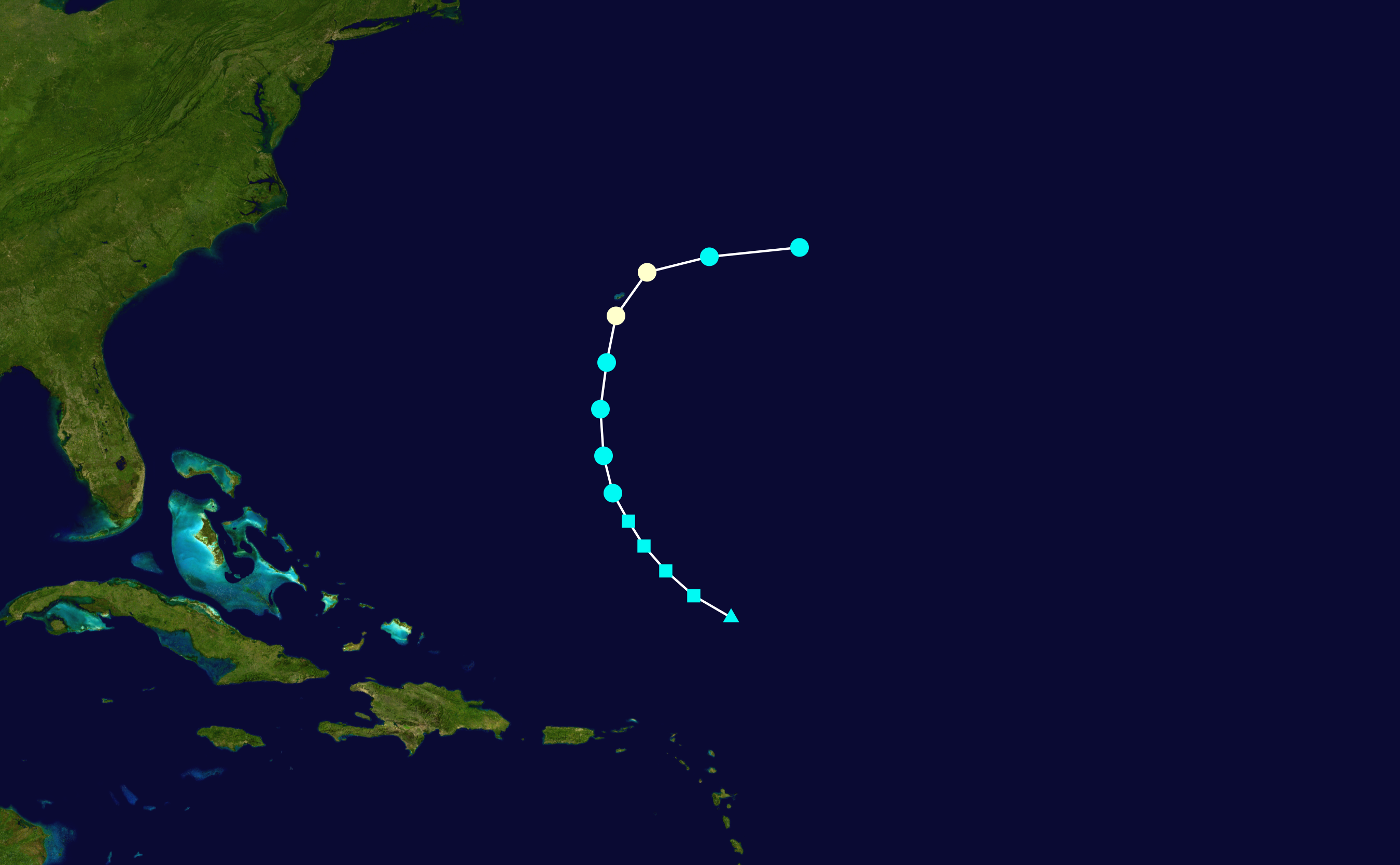
Mapa que traza la trayectoria y la intensidad de la tormenta, de acuerdo con la escala de huracanes de Saffir-Simpson

El huracán Fay se originó en una perturbación de un valle de nivel medio a superior sobre el Atlántico este-central. El 7 de octubre de 2014, se formó una amplia región de chubascos y tormentas eléctricas a su alrededor, posiblemente mejorada por la humedad de una ola tropical hacia el sur. Al seguir hacia el oeste, la energía se fusionó en un núcleo frío de nivel superior bajo al día siguiente, y se formó un canal asociado en la superficie. La cizalladura del viento del sudoeste inicialmente obstaculizó el desarrollo, pero a medida que el sistema se alineó más verticalmente el 9 de octubre, los vientos hostiles se calmaron. A su vez, una función de bandas curvas pudo tomar forma. A principios del 10 de octubre, las imágenes satelitales indicaron que el centro de circulación se había definido mejor, con una franja de convección profunda hacia el norte y el oeste del bajo. Se convirtió en una tormenta subtropical a las 06:00 UTC del 10 de octubre, aunque no se llamó Fay hasta más tarde ese día, después de ser clasificado inicialmente como depresión subtropical Siete. Su participación en el radio superior y bajo de los vientos máximos del nivel superior impidió la designación como un ciclón totalmente tropical.

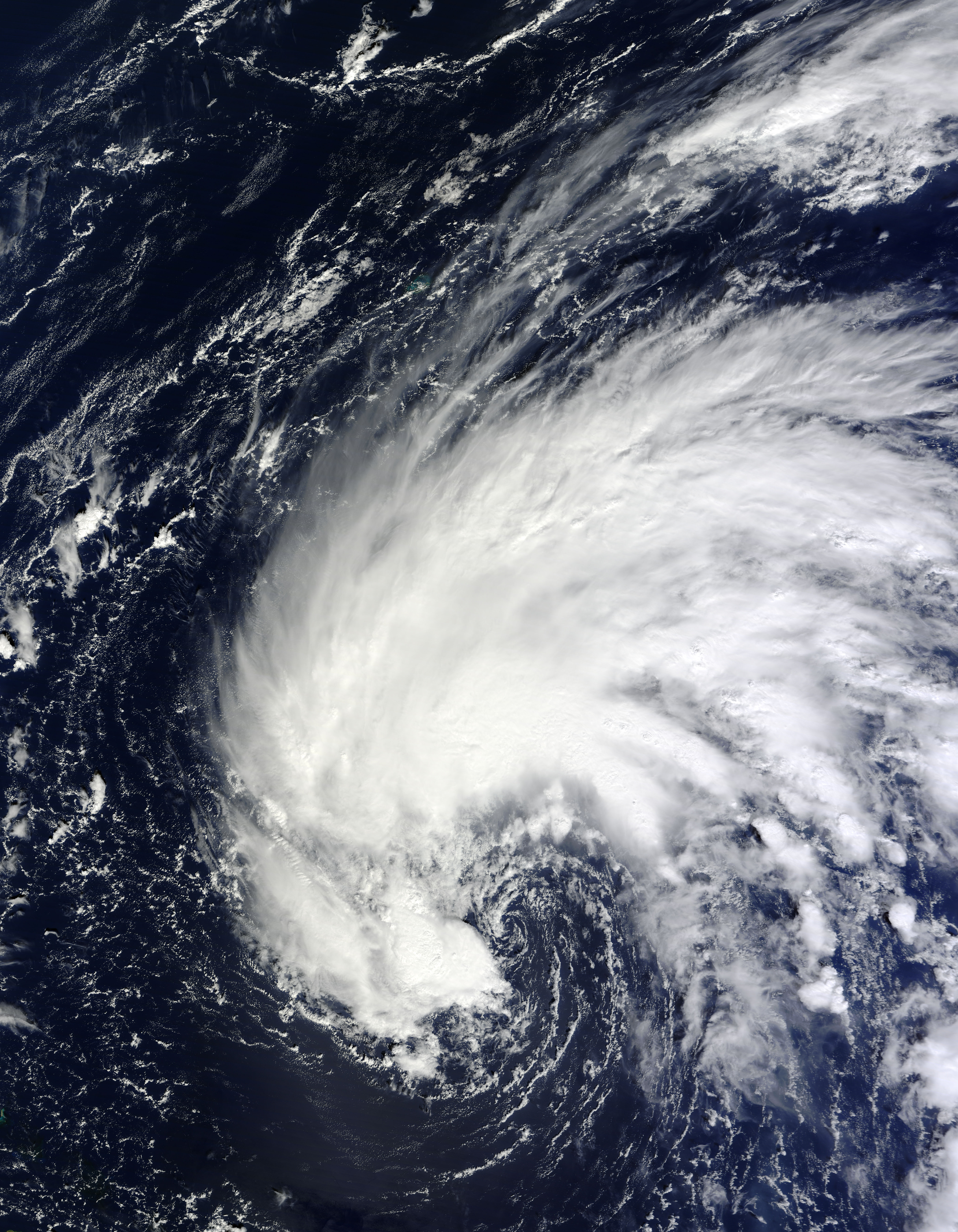
Fay como tormenta subtropical el 10 de octubre

Inmediatamente después de formarse, la tormenta se movió hacia el noroeste alrededor de la periferia de una cresta de alta presión en el Atlántico central. A medida que Fay se alejaba de su nivel superior bajo, la cizalladura del viento aumentó nuevamente. El Centro Nacional de Huracanes (NHC) originalmente esperaba que el ciclón se mantuviera débil, pero Fay comenzó a organizarse más rápido de lo previsto. Los vientos relativamente fuertes muestreados por un avión de cazadores de huracanes necesitaban un aviso especial fuera de hora para aumentar la estimación de la intensidad del ciclón. La tormenta comenzó a adquirir características de un sistema totalmente tropical, y a pesar de la fuerte cizalladura del viento del sur que evita que se desarrollen tormentas eléctricas cerca del centro, las velocidades del viento de Fay aumentaron constantemente. La divergencia del aire en el nivel superior con respecto a la baja no tropical cercana puede haber contribuido a la resistencia de la tormenta. Después de que la convección se volvió más simétrica y el campo de viento se contrajo, Fay hizo la transición a una tormenta tropical a las 06:00 UTC del 11 de octubre. Al mismo tiempo, el sistema giró hacia el norte alrededor de la cresta central del Atlántico, y pronto ganó un componente hacia el este de su movimiento. Fay permaneció fuertemente esquilado, con la convección más profunda aún desplazada del centro.
Los pronosticadores originalmente creían que Fay solo había sido brevemente un huracán, pero el reanálisis posterior a la temporada reveló que el sistema se había convertido en un huracán categoría 1 a principios del 12 de octubre y mantuvo esa fuerza durante 12 horas. La actualización fue confirmada por observaciones de boya y tierra y datos de radar meteorológico. A las 08:10 UTC, el ciclón tocó tierra en Bermudas con vientos máximos sostenidos de 80 mph (130 km/h), la intensidad máxima del huracán. Fay fue el primer huracán en tocar tierra en la isla desde el huracán Emily en 1987. Su presentación satelital mejoró a medida que se formó una característica ocular de nivel medio, aunque el sistema permaneció desigual. Fay luego aceleró hacia el este-noreste por delante de un canal de onda corta hacia el norte, que también actuó para mejorar aún más el cizallamiento en el área. El huracán finalmente sucumbió a la persistente cizalladura del viento cuando el centro de bajo nivel se desacopla del nivel medio bajo y se alarga. En las primeras horas de la mañana del 13 de octubre, Fay comenzó a hacer la transición a un ciclón extratropical cuando entró en un ambiente baroclínico e ingirió aire más frío y seco. La circulación se deterioró rápidamente; en consecuencia, el Centro Nacional de Huracanes (NHC) emitió su último aviso operativo sobre el sistema a las 21:00 UTC del 12 de octubre. Temprano al día siguiente, la tormenta degeneró en un canal abierto, terminando su existencia como un ciclón tropical. Poco después, el sistema se restableció como un ciclón frontal, que perdió su definición sobre el Atlántico nororiental el 15 de octubre.

## Preparaciones e impacto

### Bermudas
Antes de Fay, se emitió una alerta de tormenta tropical el 10 de octubre y se actualizó a una advertencia de tormenta tropical al día siguiente. Además, en respuesta al inesperado fortalecimiento de la tormenta, se publicó una alerta de huracán a las 21:00 UTC del 11 de octubre. Como era domingo, todas las escuelas públicas de la isla estaban cerradas. Se cancelaron los servicios de autobús y ferry, y dos cruceros retrasaron su llegada al puerto para evitar el ciclón.

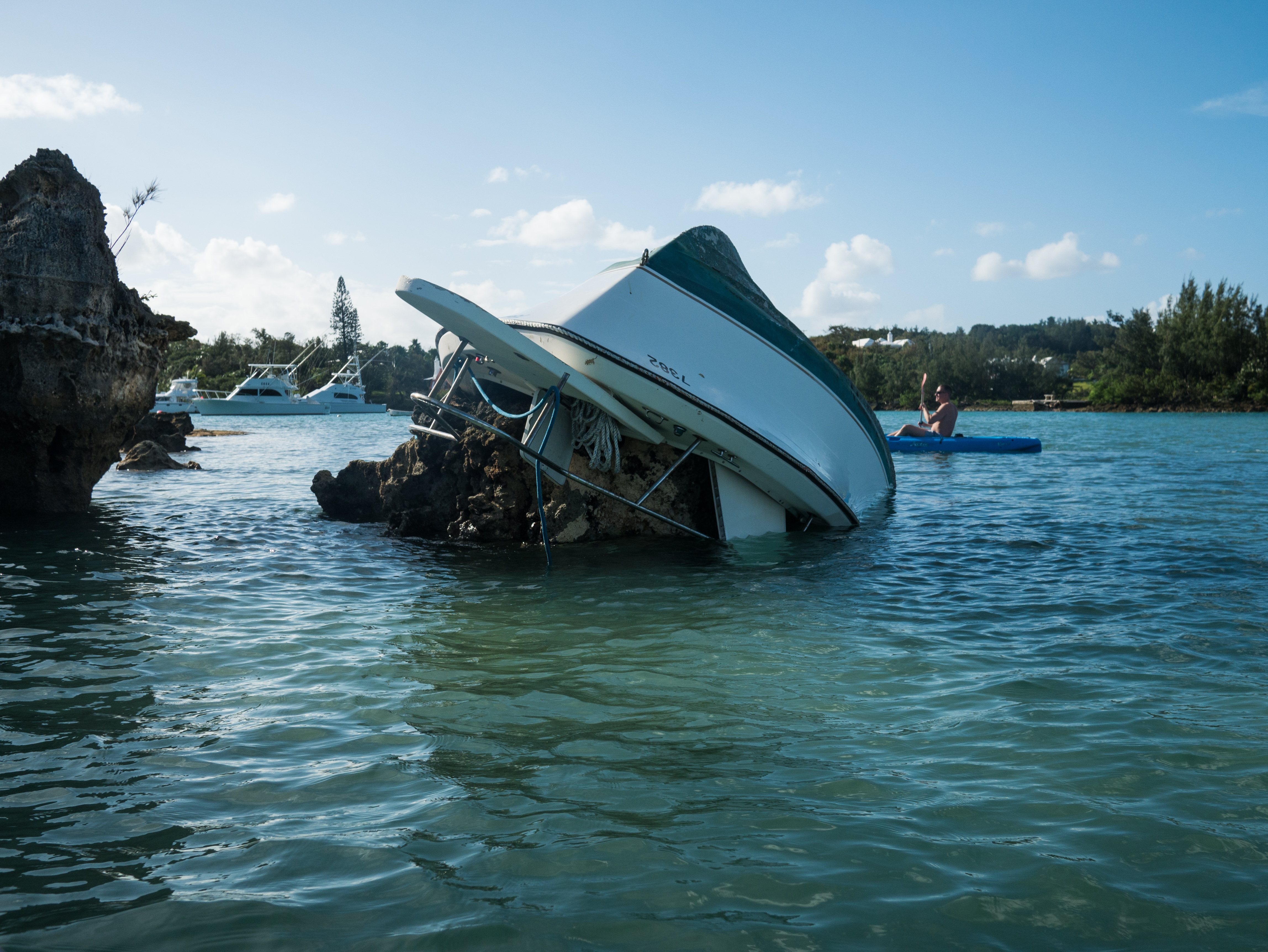
Uno de los numerosos yates destrozados por el huracán Fay

Fay produjo vientos inesperadamente fuertes en las Bermudas, especialmente en las partes occidental y meridional del territorio. El Aeropuerto Internacional L.F. Wade informó vientos sostenidos de 10 minutos de 61 mph (98 km/h), con ráfagas de 82 mph (132 km/h). Varias estaciones en elevaciones más altas registraron ráfagas de más de 115 mph (185 km/h), alcanzando 123 mph (198 km/h) en el Punto del Comisionado, a unos 150 pies (46 m) sobre el nivel del mar. Los vientos más intensos ocurrieron en un estallido relativamente rápido en la parte trasera de la tormenta, dentro de una gran banda de tormentas eléctricas que afectaron la isla un par de horas después del desembarco oficial. Las imágenes de radar locales indicaron una posible actividad de tornados que coincidía con el período de vientos más dañinos, aunque esto también podría haber sido un artefacto del plegamiento de la velocidad del radar. Un medidor en St. George's registró una marejada ciclónica de 1.78 pies (0.54 m), aunque el aumento de las aguas puede haber afectado los lados sur y oeste de la isla. La lluvia extraoficialmente ascendió a 3.70 pulgadas (94 mm) según lo informado por un miembro del público, y el aeropuerto registró 1.87 pulgadas (47 mm) de lluvia, aunque el equipo de observación se vio comprometido en ambos casos.
El huracán derribó miles de árboles y ramas de árboles, haciendo intransitables las calles. Los vientos también derribaron postes de servicios públicos e infligieron daños en el techo de los edificios. Más de 27,000 de los 36,000 clientes de Bermuda Electric Light Company perdieron energía en el punto álgido de la tormenta. Varios caminos, incluyendo Front Street en Hamilton, se inundaron. Muchos barcos de hasta 60 pies (18 m) de eslora se liberaron de sus amarres y sufrieron daños o fueron destruidos al ser encallados. Los parques de la ciudad de Hamilton sufrieron daños considerables y se cerraron debido a riesgos de seguridad. Los efectos combinados de Fay y Gonzalo obligaron a los Jardines Botánicos y Arboretum a permanecer cerrados hasta mediados de noviembre, mientras se realizaba la limpieza del daño de la vegetación.
Fay dañó el techo del edificio de la terminal del aeropuerto, lo que provocó un mal funcionamiento del sistema de rociadores e inundó partes de la estructura con agua; La inundación resultante paralizó los sistemas informáticos cruciales para procesar la información de los pasajeros. El radar del aeropuerto también se vio afectado por la tormenta. En respuesta al daño, el aeropuerto se cerró a todos los vuelos, aunque se reabrió rápidamente a desvíos de emergencia y vuelos no comerciales. ] Incluidos los daños posteriores de Gonzalo, se gastaron alrededor de $2 millones en reparaciones del aeropuerto, y las tormentas se citaron más tarde como evidencia de la necesidad de una terminal más nueva en un lugar más protegido.
En general, los efectos del ciclón fueron mayores de lo previsto, con la destrucción al menos parcialmente facilitada por suelos saturados de casi 14 pulgadas (360 mm) de lluvia en agosto y precipitaciones superiores a lo normal en septiembre. Los agricultores informaron que gran parte de sus cultivos de otoño e invierno se habían perdido, junto con algunas cabezas de ganado. Fay y Gonzalo tuvieron un impacto acumulativo significativo en las industrias agrícolas y pesqueras de Bermudas, contribuyendo a una ligera disminución del PIB. Aproximadamente una semana después del aterrizaje de Fay, una compañía de seguros local había recibido casi 400 reclamos resultantes de la tormenta, lo que representa $3.8 millones en daños. Sin embargo, con varias aseguradoras en la isla, el daño total total probablemente fue mucho mayor; En un informe a la Organización Meteorológica Mundial, el Servicio Meteorológico de Bermudas especuló que todas las reclamaciones de seguros de Fay totalizaron "decenas de millones de dólares". Diez personas sufrieron heridas leves relacionadas con la tormenta, pero no se atribuyeron muertes a la tormenta.

## Sucesos
Los esfuerzos de limpieza después de la tormenta se aceleraron a medida que el huracán Gonzalo se acercaba desde el sur, en medio de la preocupación de que los escombros esparcidos por Fay pudieran volar y exacerbar la destrucción futura. El daño imprevisto de Fay llevó a los residentes a prepararse más a fondo para Gonzalo, como lo demuestran las tiendas que informan una afluencia de clientes que compran suministros de emergencia. Doscientos soldados del Regimiento de Bermudas ayudaron a limpiar escombros y comenzaron a reparar daños estructurales. El 13 de octubre, tripulaciones de soldados colocaron lonas en 30 casas con daños en el techo, así como distribuyeron otras 150 lonas a los propietarios.
A principios del 16 de octubre, Bermuda Electric Light Company (BELCO) cambió su enfoque de la restauración del servicio después de Fay a los preparativos para el ataque de Gonzalo, dejando a unos 1.500 hogares sin electricidad. Se pidió a los clientes afectados restantes que se abstuvieran de llamar para informar interrupciones, ya que no se intentarían reparaciones adicionales antes del paso de Gonzalo a menos que "se pueda hacer una solución fácil [y] haya recursos disponibles". Con los mismos 1,500 clientes aún sin electricidad para el 23 de octubre, BELCO encargó a varias cuadrillas la restauración de los cortes de energía residuales de Fay de manera prioritaria, con la ayuda de los linieros de la Corporación de Servicios de Servicios Eléctricos del Caribe que llegaron después de Gonzalo. Después de los dos huracanes, el servicio no se restauró por completo a la isla hasta el 3 de noviembre; BELCO finalmente gastó $2.9 millones en reparaciones del sistema, después de haber reemplazado 228 postes de servicios públicos y más de 6,5 km (4 millas) de cable.